# Hubert Humphrey
Hubert Horatio Humphrey, Jr. (Wallace, 27 de maio de 1911 — Waverly, 13 de janeiro de 1978) foi um político americano que atuou como 38º vice-presidente dos Estados Unidos de 1965 a 1969. Ele serviu duas vezes no Senado dos Estados Unidos, representando Minnesota de 1949 a 1964 e 1971 a 1978. Como senador, foi um dos principais líderes do liberalismo moderno nos Estados Unidos. Como vice-presidente do presidente Lyndon Johnson, ele apoiou a polêmica Guerra do Vietnã. Um Partido Democrata intensamente dividido o indicou na eleição presidencial de 1968. Ele perdeu a eleição para o candidato republicano Richard Nixon.

## Vida
Nascido em Wallace, Dakota do Sul, Humphrey estudou na Universidade de Minnesota. Em 1943, ele se tornou professor de ciência política no Macalester College e fez uma campanha fracassada para prefeito de Minneapolis. Ele ajudou a fundar o Minnesota Democratic – Farmer – Labour Party (DFL) em 1944; no ano seguinte, foi eleito prefeito de Minneapolis, servindo até 1948 e co-fundador do liberal anticomunista grupo Americans for Democratic Action, em 1947. Em 1948, ele foi eleito para o Senado dos Estados Unidos e com sucesso defendeu a inclusão de uma proposta para acabar com a segregação racial na Convenção Nacional Democrática de 1948. Ele foi um líder do liberalismo americano, especialmente no apoio aos direitos civis. Os liberais se dividiram por causa de seu forte apoio à Guerra do Vietnã.
Humphrey serviu três mandatos no Senado de 1949 a 1964. Durante esse tempo, ele foi o principal autor da Lei dos Direitos Civis de 1964, apresentou a primeira iniciativa para criar o Corpo de Paz e presidiu o Comitê de Desarmamento. Ele tentou, sem sucesso, a nomeação presidencial de seu partido em 1952 e 1960. Depois que Lyndon B. Johnson ascendeu à presidência, ele escolheu Humphrey como seu companheiro de chapa, e a chapa democrata obteve uma vitória esmagadora na eleição de 1964.
Em março de 1968, Johnson fez seu anúncio surpresa de que não buscaria a reeleição, e Humphrey lançou sua campanha para a presidência. Leal às políticas do governo Johnson na Guerra do Vietnã, ele recebeu oposição de muitos de seu próprio partido e evitou as primárias para se concentrar em ganhar delegados de estados não primários na Convenção Democrática. Sua estratégia de delegado conseguiu garantir a nomeação e ele escolheu o senador Edmund Muskie como seu companheiro de chapa. Na eleição geral, ele quase igualou a contagem de Nixon no voto popular, mas perdeu o voto eleitoral por larga margem. Após a derrota, ele voltou ao Senado e serviu de 1971 até sua morte em 1978.